# Glyptonysius hylaeus
Glyptonysius hylaeus är en insektsart som först beskrevs av George Willis Kirkaldy 1910.  Glyptonysius hylaeus ingår i släktet Glyptonysius och familjen fröskinnbaggar. Inga underarter finns listade i Catalogue of Life.